# فيلي هال (لاعب كرة قدم أمريكية)
فيلي هال (بالإنجليزية: Willie Hall)‏ هو لاعب كرة قدم أمريكية أمريكي، ولد في 29 سبتمبر 1949 في مونتروز في الولايات المتحدة.

## وصلات خارجية
- فيلي هال على موقع مرجع كرة القدم المحترفة.كوم (الإنجليزية)